# Heineken Open 2012
Heineken Open 2012 — тенісний турнір, що проходив на кортах з твердим покриттям у місті Окленд (Нова Зеландія), Нова Зеландія з 9 січня . Належав до категорії ATP World Tour 250, був турніром серії ATP Auckland Open 2012 року.

## Фінальна частина

### Одиночний розряд
Давид Феррер —  Олів'є Рохус 6–3, 6–4

### Парний розряд
Олівер Марах /  Александер Пея —  Франтішек Чермак /  Філіп Полашек 6–3, 6–2